# Walter Forster (Drehbuchautor)
Walter Forster (* 22. Januar 1900 in Wien, Österreich-Ungarn; † 14. Dezember 1968 in Tegernsee; gebürtig Walter Kudernatsch) war ein österreichischer Drehbuchautor.

## Leben
Walter Forster wuchs in Brünn auf, besuchte die Artilleriekadettenschule in Traiskirchen und von 1919 bis 1921 die Handelshochschule. Danach studierte er Jura an der Universität Wien. 1922 ergriff er einen Bankberuf, arbeitete aber zugleich als Hospitant für den Film.
1929 ging er nach Berlin und legte sich das Pseudonym Walter Forster zu. Forster war nun in den folgenden Jahren als Co-Drehbuchautor an verschiedenen deutschen Filmen beteiligt, und zwar häufig nur als Ideengeber, dessen Manuskripte dann von Kollegen überarbeitet wurden. In der Regel schuf er Vorlagen für typische Unterhaltungsfilme um Liebe und Leid, die mit etwas Komik aufgelockert waren. Daneben schrieb er aber auch Drehbücher zu NS-Propagandafilmen wie Togger und Sechs Tage Heimaturlaub.
In den 1950er Jahren konnte Forster seine Tätigkeit beim deutsch-österreichischen Film problemlos fortsetzen. Nach 1960 arbeitete er noch mehrmals für das Fernsehen und schrieb einige Folgen der Krimiserien Das Kriminalmuseum und Von null Uhr eins bis Mitternacht.

## Filmografie
- 1930: Das lockende Ziel
- 1933: Eine Tür geht auf
- 1933: Die Wette
- 1934: Rivalen der Luft – Ein Segelfliegerfilm
- 1934: Freut Euch des Lebens
- 1934: Fräulein Liselott
- 1935: Ehestreik
- 1935: Königswalzer
- 1936: Valse Royale
- 1936: Boccaccio
- 1936: Susanne im Bade
- 1937: Togger
- 1937: Der Unwiderstehliche
- 1937: Brillanten
- 1938: Frau Sylvelin
- 1938: Dir gehört mein Herz
- 1939: Marionette
- 1939: Irrtum des Herzens
- 1940: Zwischen Hamburg und Haiti
- 1941: Hauptsache glücklich
- 1941: Sechs Tage Heimaturlaub
- 1942: Fünftausend Mark Belohnung
- 1943: Maske in Blau
- 1943: Karneval der Liebe
- 1944/50: Schuß um Mitternacht
- 1950: Kein Engel ist so rein
- 1952: Knall und Fall als Hochstapler
- 1952: Die Wirtin von Maria Wörth
- 1953: Maske in Blau
- 1953: Die Rose von Stambul
- 1953: Die geschiedene Frau
- 1954: Gefangene der Liebe
- 1955: Schwedenmädel (Sommarflickan)
- 1955: Königswalzer
- 1956: Ein Herz schlägt für Erika
- 1956: Symphonie in Gold
- 1956: Ohne Dich wird es Nacht
- 1956: Durch die Wälder, durch die Auen
- 1957: Schön ist die Welt
- 1957: Junger Mann, der alles kann
- 1958: Mein Mädchen ist ein Postillion
- 1959: Die ideale Frau
- 1959: Ein Tag, der nie zu Ende geht
- 1960: Schlußakkord
- 1962: Eheinstitut Aurora
- 1962: Alarm für Dora X (Fernsehserie, 10 Folge)
- 1964: Nebelmörder
- 1964–1965: Unsere große Schwester (Fernsehserie, 7 Folge)
- 1965–1967: Das Kriminalmuseum (Fernsehserie, 5 Folge)
- 1966: Kostenpflichtig zum Tode verurteilt (TV)
- 1968: Sie schreiben mit: Die Meisterschaft
- 1970: Der Mann, der den Eiffelturm verkaufte (TV)